# Čo Se-hui
Čo Se-hui (korejsky 조세희, anglický přepis: Cho Se-hui; 20. srpna 1942 – 25. prosince 2022) byl jihokorejský spisovatel.

## Život
Narodil se 20. srpna 1942 v Kapjongu v Kjonggi. Studoval Seorabeol Art College a na univerzitě Inha v Soulu. Byl členem tzv. „generace hangul“, jejíž členové byli mezi prvními, kteří prošli vzdělávacím procesem v korejském jazyce (předchozí období bylo pod kulturní nadvládou Japonska a japonštiny, před japonskou kolonizací zase většina učenců studovala v čínštině).

## Dílo
Jeho psaní je stručné a explicitní, obsahuje prvky surrealismu. Jeho nejslavnější dílo se nazývá Trpaslík. Jde o tzv. jončak sosol (연작소설), tedy sbírku samostatných povídek, které se ovšem vzájemně doplňují a částečně na sebe navazují.

## Ocenění
- Literární cena Dong-in (1979)